# 伊拉克麦粒汞中毒事件

1971年在伊拉克分发的有毒小麦种子。图中可见包装袋上的标签为西班牙文，下方“NO USARLA PARA ALIMENTO”一句警示语意为“不可用于食品”，种子外观染成粉红色亦表示其有毒不可食用。

伊拉克麦粒汞中毒事件是暴发于1971年末的大规模甲基汞中毒事件。1971年，伊拉克自美国和墨西哥进口大量以甲基汞杀真菌处理的小麦和大麦种子，正常情况下只能播种而不可供人食用。但种子送至农民手中时已错过播种季节、包装袋上的警示文字仅有当地人不理解的西班牙文和英文，很多农民在领取种子时也未被告知其毒性，数种原因使得农村居民不了解这些种子的危害，误食了这批小麦制成的面饼，伊拉克全国随即出现大规模汞中毒事件。受害者出现感觉异常、失调和失明的症状，与日本水俣病受害者相似。1971年12月21日出现首个中毒入院病例，次年1月新增患者数达到高峰，至3月27日不再出现新中毒者。官方数据显示此次中毒事件导致6,530人入院治疗，459人在医院死亡，其中约三分之一的病例是10岁以下的儿童。官方统计只计入医院收治患者的数据，研究人员估计实际受影响人数远大于这一数字。在当时是全球史上受害规模最大的一次汞中毒事件。
受医疗发展水準所限，事件中并无有效治疗汞中毒的方法，医疗人员尝试不同的新疗法效果不一。伊拉克政府和科研人员在事后调查、研究此事，对汞中毒有了新认识，证实汞中毒对儿童、婴儿和胎儿的危害。联合国粮农组织、世界卫生组织和相关研究建议各国政府加强监管农业用汞，谨慎对待汞处理过的种子，以有效方法告知农民其毒性和危害。世卫组织还提出与各国政府强化合作，监控预防此类事件再次发生。

## 背景

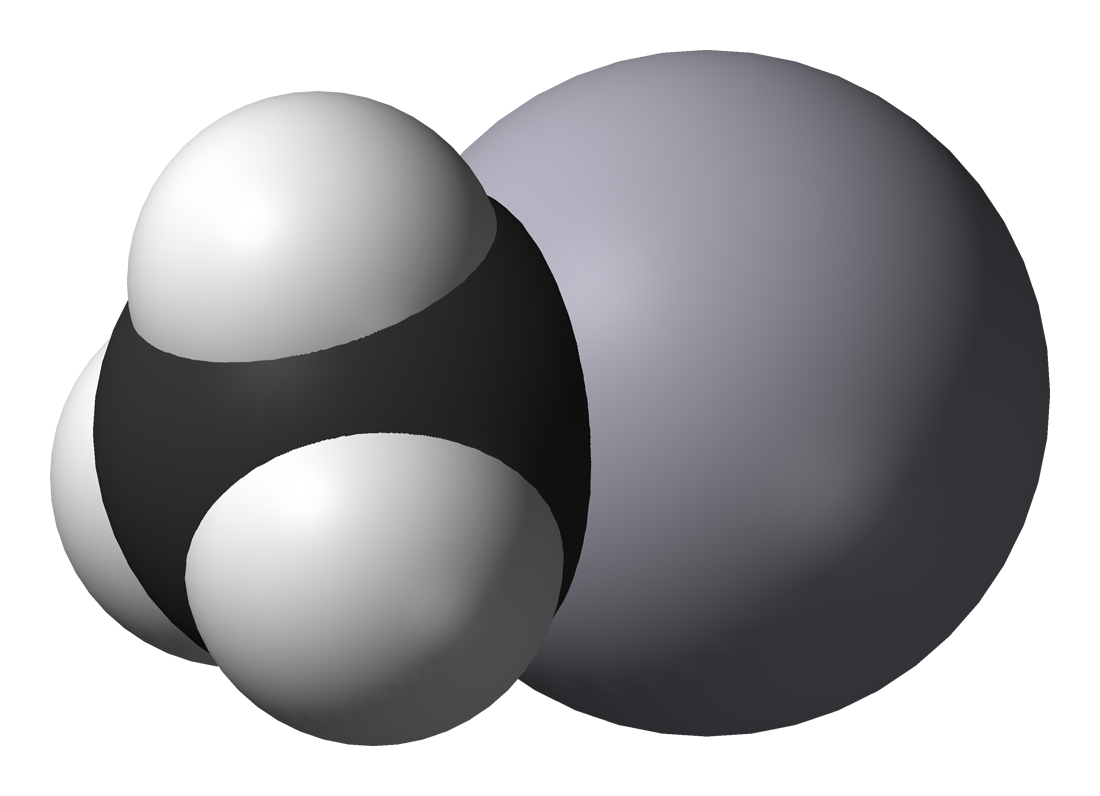
甲基汞阳离子的三维结构模型

农业中常使用甲基汞等汞化合物杀灭种子中的真菌，减少作物损失，但即使是微量汞化合物也可能对人类造成严重的健康威胁。甲基汞中毒可导致神经系统损伤，轻者包括感觉异常、共济失调、发音不清、视力和听力减退等，严重者会失明、昏迷，甚至中枢神经系统功能衰竭导致死亡。汞中毒患者在摄入到发病之间平均有16至38天的潜伏期，最先出现的症状一般为肢端和口周麻木，即感觉异常。汞的摄入量达到25-40毫克就可能出现这种症状。
伊拉克于1955年开始使用有机汞化合物作为杀真菌剂和杀虫剂处理种子，之后便多次出现汞中毒事件。该国在1956年和1960年曾两度发生磺胺乙汞中毒事件。1955至1959年间有约200人中毒，70人死亡；1960年更是有约1,000人中毒，200人死亡。此后，伊拉克医学界人士建议将汞处理过的种子染成易辨认的特殊颜色，以免有人误食。1971年大规模中毒事件之前，全球已经出现200至300例甲基汞中毒的病例。
世界各国在日本水俣病事件后逐渐了解汞的危害。1966年，瑞典禁止使用含汞杀真菌剂处理种子，成为首个颁布类似禁令的国家。美国自1970年起禁止在国内州际贸易中交易汞处理过的种子，但仍然允许国内公司向海外出口。多个国家颁布禁令后，甲基汞价格大跌，在当时成为最经济的杀真菌剂。
1969年，伊拉克遭遇干旱，收成大减，约50万人受灾。1970年，伊拉克政府决定进口种子以供农民播种。这些种子经过甲基汞处理，以杀灭其中的真菌，避免在远洋运输中霉变。当时萨达姆·侯赛因是该国政府的最高层人物之一，这一决定和他密切相关。萨达姆在1960年代时曾在农业部工作，经历过1960年的汞中毒事件，他和伊政府此时都了解汞处理的种子可能造成健康危害。

## 起因

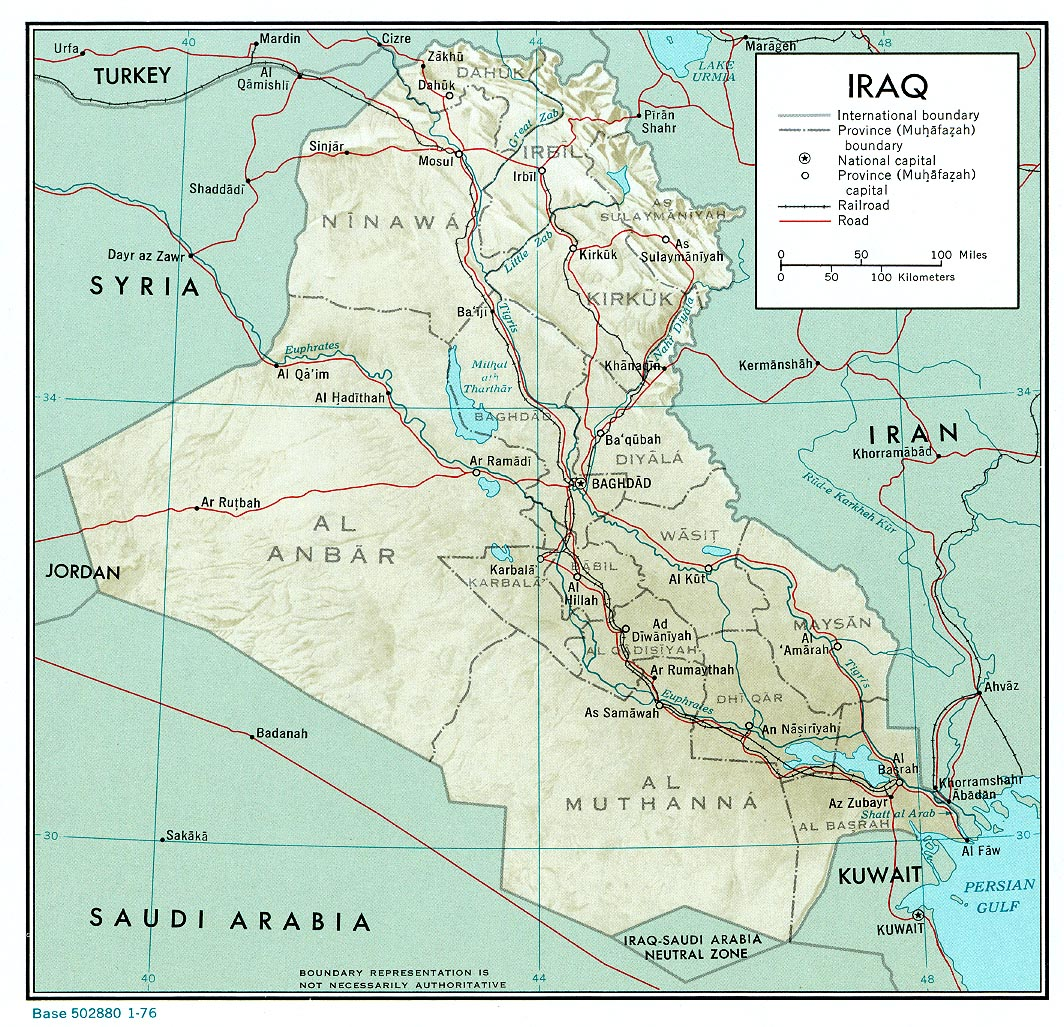
1976年的伊拉克地图，尼尼微、基尔库克和埃尔比勒三省位于该国最北部

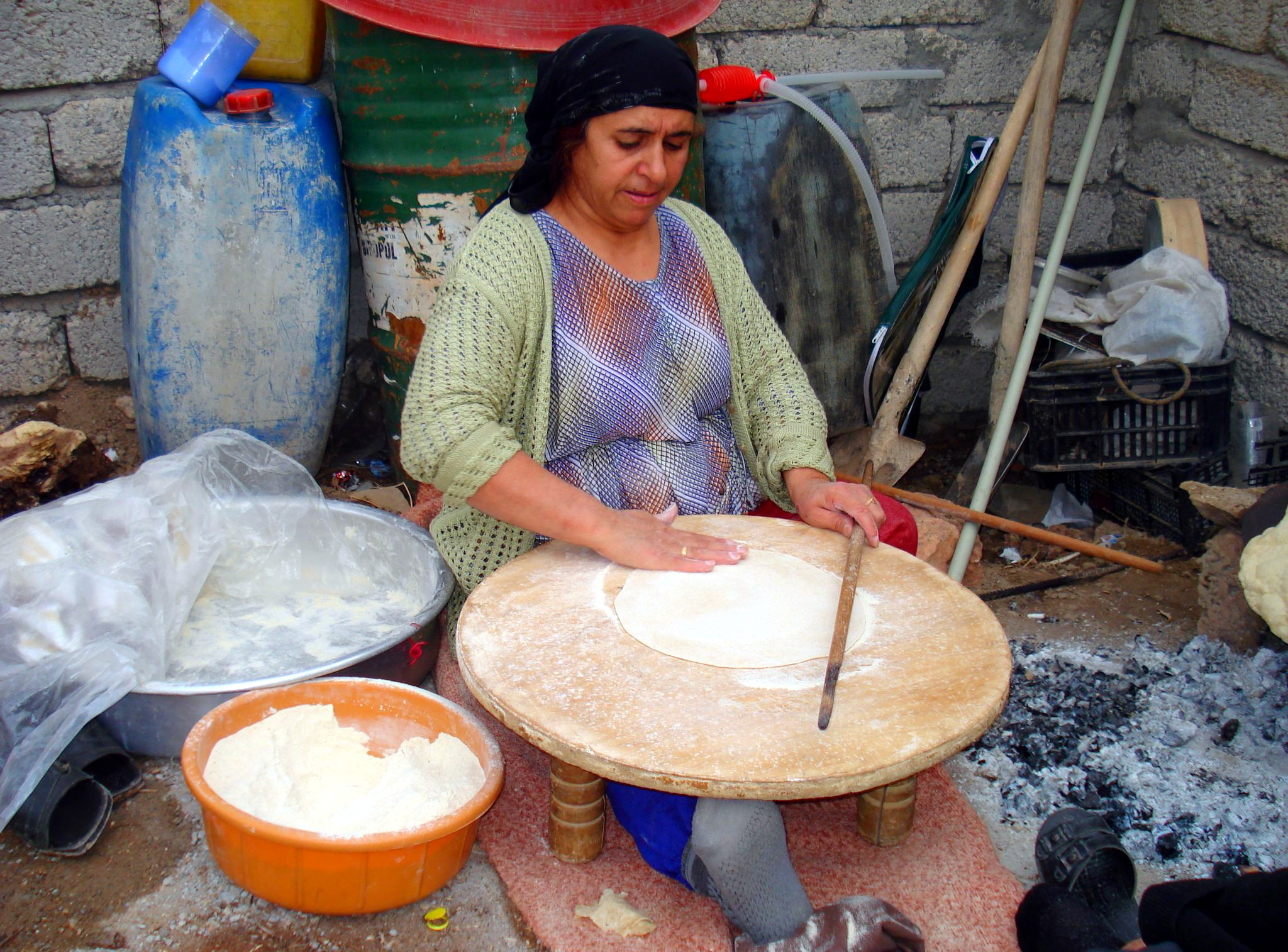
伊拉克北部地区一位村民正在制作面饼。小麦制成的面饼是伊拉克家庭最常吃的食品

1971年，伊拉克自美国和墨西哥进口了73,201公吨小麦种子和22,262公吨大麦种子。这些种子均经过甲基汞处理并染成粉红色，政府在订购时已经了解此信息。小麦于9月16日至10月15日之间运抵该国南部的巴士拉港口，大麦则于10月22日至11月24日之间抵达。小麦种子主要产自墨西哥，是诺曼·布劳格研发的高产品种。这些小麦通过美国食品企业嘉吉公司进口，大麦来自美国加利福尼亚州的经销商。日后对这批麦粒的检测结果显示，每克小麦中平均含有7.9微克甲基汞，最高达到14.9微克；大麦中也检出了甲基汞和苯基汞化合物。约70%的麦粒最终运往该国北部的尼尼微（旧称摩苏尔省）、基尔库克和埃尔比勒三省。这些种子先送至各地谷仓，再通过卡车运送至各个村庄。
这批种子运到各地后，立即公开免费分发给当地农民，农民只需在收成之后返还即可。发至农民手中的具体时间已不明确，不过大量种子到达农民手中时，错过了10月至11月的播种季节，许多农民已经种下自己预留的种子；亦有很多人担心分发免费种子会导致粮价下跌，提前抛售存粮，因此大量农民只能食用这批麦粒。政府要求分发种子时告知农民其毒性和危害，并要求领取者按下指纹或签名确认了解，但部分负责分发的经销商未执行此规定。这批种子包装袋上的警示语仅有西班牙语和英语，当地人无法理解，袋上的骷髏畫在伊拉克文化中也没有警示的含义。种子表面的、用于辨识毒性的粉红色很容易洗去，一些农民认为洗掉表面的染料就可以去除毒性。亦有人用这批粮食喂食家畜，见到动物在潜伏期中未出现异常便误以为种子可以食用。还有人认为将种子染成粉红色只是政府欺骗民众的行为，直接无视了这一警告。在这些原因之下，他们没能了解这批种子的毒性，或者忽视了其严重危害。
当地居民将有毒的小麦制成面饼食用，摄入了大量的汞。大麦则主要用作家畜饲料，人食用之后也摄入了其中的汞。鸟类、鱼类和其他动物体内也检出了少量的汞，残留在土壤中的汞有少量进入其他作物，但不足以对人体造成危害。所有中毒病例都出现在农村地区，患者均食用了自家用这批小麦制作的面饼，这是伊拉克家庭最常吃的食品，也是此次事件中最重要的摄入途径。具体用作食品的小麦数量已无可查证，研究人员日后根据病例数据计算出平均每个患者食用了20千克小麦；主要城市的面粉供应受到政府监管，因此这些城市没有出现任何一例中毒事件。

## 爆发和治疗
大部分中毒者在11月食用了毒小麦制成的面饼。1971年12月21日，医院接收了首个汞中毒病例。北部城市基尔库克的主要医院很快涌入大量感觉异常和失调的患者，类似症状在日本水俣病事件中亦曾出现。当地一名医生曾救治1960年中毒事件患者，意识到这是汞中毒的症状。12月26日，伊拉克卫生部发现国内出现大规模汞中毒。中毒人数日渐增加，到1972年1月时，伊拉克全国医院每日新收治的中毒患者已经多达数百人，此时仍有农民陆续领到毒麦粒。
伊拉克政府于1972年1月发布严厉警告，告知民众这批谷物的毒性和危害，开始回收毒小麦，下令若有出售者将处以死刑。民众了解后引发恐慌，纷纷将毒小麦丢弃到河流和湖泊中。其中一些小麦被丢进底格里斯河，引发了更大面积的水体污染。当地的鱼类也因此遭到禁售。但政府同时隐瞒大规模中毒暴发，并封锁了相关的新闻报道。
当时医学界缺乏有效治疗甲基汞中毒的手段，该国的医生面对大批患者束手无策。医院在治疗中毒患者时使用了常用于治疗重金属中毒的几种解毒剂，但对汞中毒都没有显著治疗效果，之后便尝试了全新的药物和方法。部分病例使用解毒剂二巯基丙醇治疗，然而导致病情迅速恶化。随后研究证实二巯基丙醇能与烷基汞化合物作用，使其更易通过血脑屏障，加快进入中枢神经系统，这一药物自此不再用于治疗烷基汞中毒。医疗人员后续又使用了青霉胺、二巯基丙醇磺酸盐（dimercaprol sulfonate）和硫醇樹脂（polythiol resins）等药物，都有不同程度的疗效，但这些口服药物对整体康复并无明显效果。部分患者在后期还尝试了透析疗法，血汞浓度明显降低，症状却没有明显的临床改善。不同疗法的效果各有不同，一些疗法能有效降低患者血汞浓度，但在其他方面作用甚微。医院在不是持续治疗，而是断断续续地间歇治疗，也影响了治疗的效果。

## 影响和研究
| 年龄段     | 入院人数 | 死亡人数 | 死亡率（%） |
| ---------- | -------- | -------- | ----------- |
| <1         | 10       | 0        | 0           |
| 1-4        | 761      | 69       | 9.1         |
| 5-9        | 1470     | 121      | 8.2         |
| 10-19      | 1256     | 100      | 8.0         |
| 20-29      | 917      | 73       | 8.0         |
| 30-39      | 913      | 42       | 4.6         |
| 40-49      | 510      | 24       | 4.7         |
| 50-59      | 310      | 25       | 8.1         |
| 60+        | 383      | 5        | 1.3         |
| 总计       | 6530     | 459      | 不適用      |
| 平均死亡率 | 不適用   | 不適用   | 7.0         |

自1971年12月21日首例患者入院治疗后，中毒人数日益增长。1972年1月时每日新增入院病例达数百人，至2月末开始趋于平息。2月底时，医院每天新接收的中毒患者已经降至5人以下。3月27日后不再出现新患者就医。这期间，伊拉克全国医院共收治6,530名汞中毒患者，遍及全国各省，其中459人在医院死亡。患者遍布各个年龄段，其中10岁以下的患者占总病例数的三分之一。然而因为医院收治能力有限、医疗资源地区分布不均衡、以及人们对医生的治疗方法缺乏信心，大量中毒者没有前往医院接受治疗。按照伊拉克习俗，很多人在患者临终时会把他们接回家中，在家人陪同下离世。这一部分患者的死亡数据也没有纳入统计。实际的中毒人数和死亡人数估计远大于官方公布的数字。日后的研究显示，受影响最严重的地区有28%的人口中毒，其中21%的患者最终死亡。该国医生推测实际病例和死亡人数至少为官方数据的十倍，还有约10万人因此受到永久严重脑损伤。此次事件在当时是全球史上受害规模最大的一次汞中毒事件。
1973年，萨达姆的私人医生法尔汗·巴基尔（Farhan Bakir）在《科学》期刊上发文。论文研究了巴格达附近地区医院的病例，是此事件后第一份在科学出版物上发表的研究报告。伊拉克政府还邀请了美国罗切斯特大学知名毒理学家托马斯·克拉克森博士（Dr. Thomas Clarkson）为首的团队参与研究，此团队与巴格达大学合作，于1974年展开调查。世界卫生组织也研究和调查了这次事件。
此次事件之前，学界根据日本水俣病事件中的经验，认为甲基汞中毒对人体造成的损伤不可逆。而此次症状轻微的患者中，大部分人的感觉和运动功能都完全康复或几乎完全康复；症状稍重的患者出现了明显的改善，个别案例中甚至完全康复；症状最重的幸存患者也都有不同程度的恢复。在儿童患者中，汞摄入量较低、未表现中毒症状的男孩日后学习成绩明显下降。学生在中毒事件后的成绩与其体内汞含量有显著相关性，事件之前无类似相关。此现象可能说明微量甲基汞即使不引发中毒症状，也足以造成智力损伤，但有学者指出二者未必有直接因果联系，成绩下降亦可能是事件后家庭条件变化、亲友逝世的心理影响等社会、经济学因素导致。在婴儿患者中，中毒婴儿出现中枢神经系统损伤，较低的剂量足以导致发育迟缓和反射异常，症状持续数年之久。研究还发现婴儿可以从中毒的母亲乳汁中摄入汞。这次事件中首次发现汞中毒婴儿会出现“安静婴儿综合征”（quiet baby syndrome），即因脑部受损而不会哭闹，这种症状之后成为诊断婴儿汞中毒的重要依据。在孕妇中毒者中，研究人员首次观察到甲基汞可以由孕妇传递给子宫中的胎儿。这些胎儿出生后体内汞浓度水平与母亲相当甚至更高，食用母乳会继续从中摄入汞，进一步加重危害。
1974年，联合国粮农组织和世界卫生组织在瑞士日内瓦召开联合会议，共同商讨措施防范类似中毒事件。两个组织建议以毒性物质处理过的种子应当在包装袋上用当地语言清晰标识毒性和警示语，并标注当地居民可以理解的危险标志，在销售时应当明确告知农民其危险性；会议还考虑在带毒种子外表涂上苦味或导致恶心的物质，以避免误食；会议敦促各国政府加强对农业用甲基汞和乙基汞的监管，仅在无替代品时才可使用；粮农组织和世卫组织还愿协助各国政府加强管制带毒种子，建立国家毒物管理中心。同年，世卫组织联合伊拉克卫生部及瑞典外交部下属的国际发展处，在伊拉克首都巴格达共同召开了“烷基汞处理种子导致中毒事件研讨会”（Conference on Intoxication due to Alkylmercury Treated Seed）。会议主張各国应当制定相关的监管法律，加强教育民众。若类似事件暴发，媒体和卫生主管部门应明确向公众、医疗机构和国际组织公开当前的暴发规模和症状；还应当及时公布详细的病例信息，以便救治患者及收集毒理学数据。世卫组织还建议各国在类似事件发生后积极与其合作，称该组织将全力协助处理，政府无需担心遭受指责而瞒报事件。